# Hitzefrei
Hitzefrei, auch Hitzeferien, bezeichnet den Ausfall von Schulstunden und die Verkürzung der Arbeitszeit bei hohen Außentemperaturen.
An manchen Schulen gibt es einen sogenannten Hitzeplan. In diesem ist festgelegt, unter welchen Umständen Unterrichtsstunden verkürzt werden, also etwa von 45 auf 30 Minuten oder eine Doppelstunde auf eine Unterrichtsstunde oder einer ganzen Stunde, und ab wann Stunden komplett ausfallen.

## Allgemeines
Die Verkündung von Hitzefrei setzt meist voraus, dass an einem schattig angebrachten Thermometer zu einem bestimmten Zeitpunkt eine bestimmte Außentemperatur erreicht oder überschritten ist, oder aber die Raumtemperatur einen Grenzwert erreicht.
Regeln könnten zum Beispiel sein:
- Wenn das Thermometer in einer Pause mehr als einen gewissen Wert anzeigt, dann kann ab dem nächsten Stundenende Hitzefrei gegeben werden.
- Wenn das Innenthermometer einer Flachdach-Werkshalle vormittags zu einem bestimmten Zeitpunkt eine Grenztemperatur erreicht oder überschreitet, dann endet die Frühschicht früher, und die Spätschicht beginnt verspätet.

Letzteres könnte im Rahmen einer Betriebsvereinbarung zwischen Arbeitgeber und Betriebsrat vereinbart werden, um Produktionsausfall infolge Hitzelast für die Mitarbeiter oder Schäden an temperaturempfindlichen Materialien oder Maschinen zu vermeiden, oder den Einbau einer Klimatisierung vermeiden zu wollen. Oder es kann das Ergebnis einer Verhandlung zwischen Arbeitgeber und Arbeitsschutz-Institutionen sein, z. B. wenn es infolge von Hitze mehrfach zu Kreislaufkollapsen gekommen war (Verbesserung oder Wahrung der Arbeitssicherheit).

## Geschichte

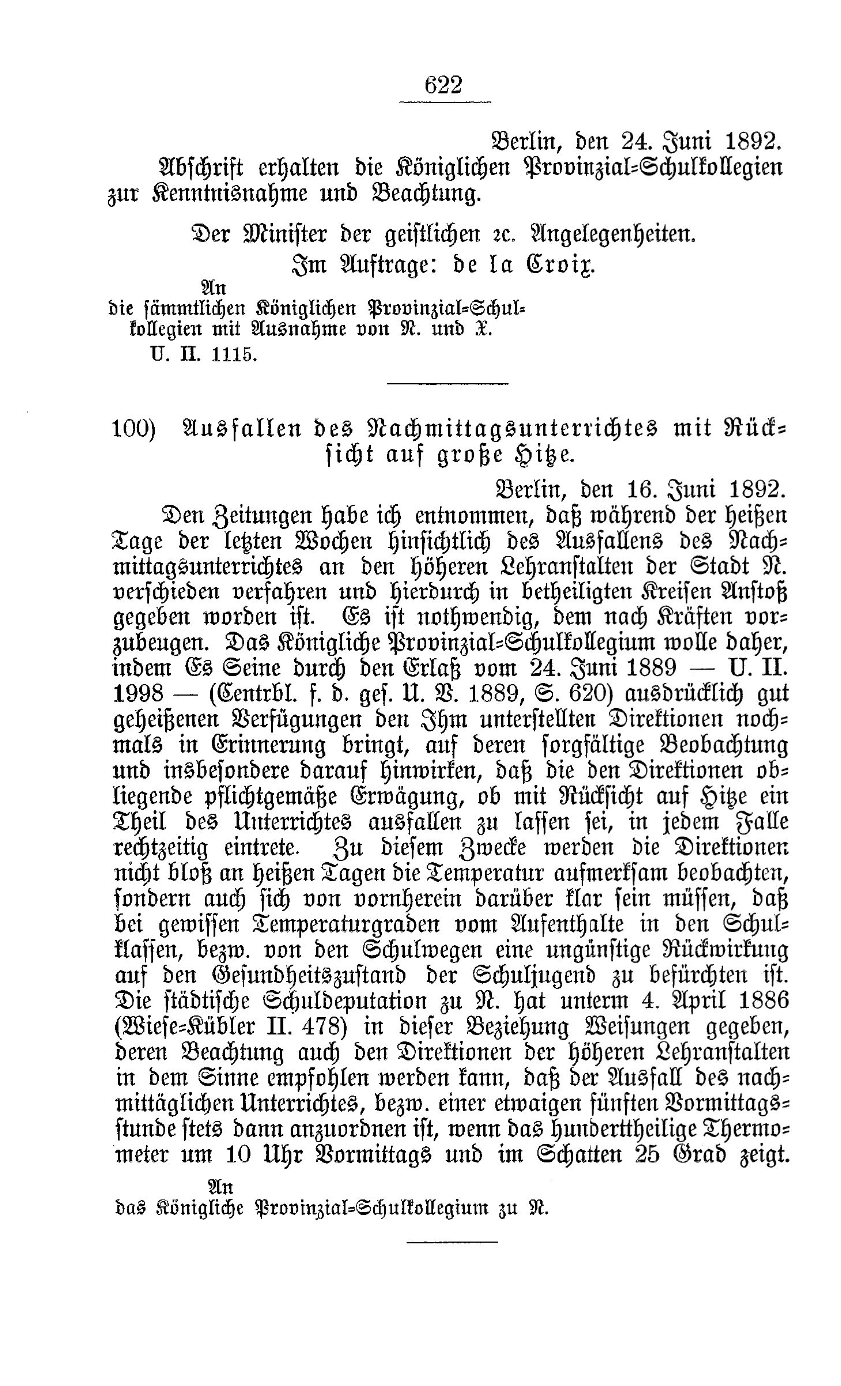
Erlass des Ministeriums der geistlichen, Unterrichts= und Medizinal=Angelegenheiten vom 16. Juni 1892 über das Ausfallen des Nachmittagsunterrichtes mit Rücksicht auf große Hitze

Hitzefrei vom Schulunterricht wurde nicht, wie häufiger behauptet, von Adolf Baginsky erfunden, aber doch zumindest von ihm zur Lehrmeinung erhoben. Bereits Jahrzehnte zuvor erließ der Leiter der Dresdner Gewerbeschule Karl Wilhelm Clauß am 11. August 1863 die vorübergehende Aussetzung des Unterrichts aufgrund von Hitze.
Als landesweite rechtliche Norm geht Hitzefrei auf einen Ministerialerlass vom 16. Juni 1892 des preußischen Kultusministers Robert Bosse zurück.

## Rechtslage

### Deutschland

#### Am Arbeitsplatz
Nach § 5 des Arbeitsschutzgesetzes hat „[d]er Arbeitgeber […] durch eine Beurteilung der für die Beschäftigten mit ihrer Arbeit verbundenen Gefährdung zu ermitteln, welche Maßnahmen des Arbeitsschutzes erforderlich sind.“ (Absatz 1) Nach § 3 Absatz 1 der Arbeitsstättenverordnung „[…] hat der Arbeitgeber [dabei] zunächst festzustellen, ob die Beschäftigten Gefährdungen beim Einrichten und Betreiben von Arbeitsstätten ausgesetzt sind oder ausgesetzt sein können. Ist dies der Fall, hat er alle möglichen Gefährdungen der Sicherheit und der Gesundheit der Beschäftigten zu beurteilen und dabei die Auswirkungen der Arbeitsorganisation und der Arbeitsabläufe in der Arbeitsstätte zu berücksichtigen. Bei der Gefährdungsbeurteilung hat er die physischen und psychischen Belastungen sowie bei Bildschirmarbeitsplätzen insbesondere die Belastungen der Augen oder die Gefährdung des Sehvermögens der Beschäftigten zu berücksichtigen. Entsprechend dem Ergebnis der Gefährdungsbeurteilung hat der Arbeitgeber Maßnahmen zum Schutz der Beschäftigten gemäß den Vorschriften“ der Arbeitsstättenverordnung „einschließlich ihres Anhangs nach dem Stand der Technik, Arbeitsmedizin und Hygiene festzulegen. Sonstige gesicherte arbeitswissenschaftliche Erkenntnisse sind zu berücksichtigen.“ Nummer 3.5 dieses Anhangs enthält folgende Vorschriften zur Raumtemperatur:

„(1) Arbeitsräume, in denen aus betriebstechnischer Sicht keine spezifischen Anforderungen an die Raumtemperatur gestellt werden, müssen während der Nutzungsdauer unter Berücksichtigung der Arbeitsverfahren und der physischen Belastungen der Beschäftigten eine gesundheitlich zuträgliche Raumtemperatur haben.
(2) Sanitär-, Pausen- und Bereitschaftsräume, Kantinen, Erste-Hilfe-Räume und Unterkünfte müssen während der Nutzungsdauer unter Berücksichtigung des spezifischen Nutzungszwecks eine gesundheitlich zuträgliche Raumtemperatur haben.
(3) Fenster, Oberlichter und Glaswände müssen unter Berücksichtigung der Arbeitsverfahren und der Art der Arbeitsstätte eine Abschirmung gegen übermäßige Sonneneinstrahlung ermöglichen.“

Diese Anforderungen der Arbeitsstättenverordnung werden durch die nach § 7 Absatz 4 der Arbeitsstättenverordnung vom Bundesministerium für Arbeit und Soziales im Gemeinsamen Ministerialblatt bekannt gemachten Technischen Regeln für Arbeitsstätten (ASR) A3.5 – Raumtemperatur Ausgabe: Juni 2010 (GMBl 2010, S. 751, zuletzt geändert GMBl 2018, S. 474) konkretisiert. Diese regelt unter anderem:
- „Eine gesundheitlich zuträgliche Raumtemperatur liegt vor, wenn die Wärmebilanz (Wärmezufuhr, Wärmeerzeugung und Wärmeabgabe) des menschlichen Körpers ausgeglichen ist.“ (Punkt 4.1 Absatz 2)
- „Die Wärmeerzeugung des Menschen ist abhängig von der Arbeitsschwere. Die Wärmeabgabe ist abhängig von der Lufttemperatur, der Luftfeuchte, der Luftgeschwindigkeit und der Wärmestrahlung. Sie wird durch die Bekleidung beeinflusst.“ (Punkt 4.1 Absatz 3)
- „Der Arbeitgeber hat bereits beim Einrichten der Arbeitsstätte darauf zu achten, dass die baulichen Voraussetzungen an den sommerlichen Wärmeschutz nach den anerkannten Regeln der Technik (nach geltendem Baurecht) gegeben sind.“ (Punkt 4.1 Absatz 1)
- „Führt die Sonneneinstrahlung durch Fenster, Oberlichter und Glaswände zu einer Erhöhung der Raumtemperatur über +26 °C, so sind diese Bauteile mit geeigneten Sonnenschutzsystemen auszurüsten. Störende direkte Sonneneinstrahlung auf den Arbeitsplatz ist zu vermeiden.“ (Punkt 4.3 Absatz 2 Sätze 1 bis 2)
- „Die Lufttemperatur wird mit einem strahlungsgeschützten Thermometer in Grad Celsius [°C] gemessen, dessen Messgenauigkeit +/−0,5 °C betragen soll. Die Messung erfolgt nach Erfordernis stündlich an Arbeitsplätzen für sitzende Tätigkeit in einer Höhe von 0,6 m und bei stehender Tätigkeit in einer Höhe von 1,1 m über dem Fußboden. Die Außenlufttemperatur wird stündlich während der Arbeitszeit ohne Einwirkung von direkter Sonneneinstrahlung gemessen. Die Außenlufttemperatur sollte etwa 4 m von der Gebäudeaußenwand entfernt und in einer Höhe von 2 m gemessen werden.“ (Punkt 4.1 Absatz 6)

„Wenn die Außenlufttemperatur über +26 °C beträgt und unter der Voraussetzung, dass geeignete Sonnenschutzmaßnahmen“ (siehe oben) verwendet werden, sieht die ASR A3.5 beim Überschreiten einer Lufttemperatur im Raum von +26 °C ein 3-Stufenkonzept vor. Beim Überschreiten einer Lufttemperatur im Raum von +26 °C soll der Arbeitgeber zusätzliche Maßnahmen ergreifen, zum Beispiel die Lockerung der Bekleidungsregelungen oder die Bereitstellung von Trinkwasser. Bei Überschreitung der Lufttemperatur im Raum von +30 °C müssen derartige Maßnahmen ergriffen werden. Räume mit einer Lufttemperatur von über +35 °C sind für die Zeit der Überschreitung ohne technische oder organisatorische Maßnahmen oder persönliche Schutzausrüstungen nicht als Arbeitsräume geeignet.
Darüber hinaus sind auch die Bestimmungen der ASR A1.5/1,2 Fußböden (Oberflächentemperatur des Fußbodens – Schutz gegen Wärmeableitung oder Wärmezuführung – Punkt 7 Absatz 1) und der ASR A3.6 Lüftung (lufttemperaturemperaturabhängige maximale relative Luftfeuchtigkeit bei betriebstechnisch oder arbeitsbedingt anfallenden Feuchtelasten im Arbeitsraum – Punkt 4.3 Absätze 3 bis 4) zu beachten.

##### Frühere Rechtslage
Bis August 2004 hieß es in § 6 der Arbeitsstättenverordnung: „In Arbeitsräumen muß während der Arbeitszeit eine unter Berücksichtigung der Arbeitsverfahren und der körperlichen Beanspruchung der Arbeitnehmer gesundheitlich zuträgliche Raumtemperatur vorhanden sein. […] Es muß sichergestellt sein, daß die Arbeitnehmer durch Heizeinrichtungen keinen unzuträglichen Temperaturverhältnissen ausgesetzt sind. […] Bereiche von Arbeitsplätzen, die unter starker Hitzeeinwirkung stehen, müssen im Rahmen des betrieblich Möglichen auf eine zuträgliche Temperatur gekühlt werden.“
Diese Bestimmung wurde ersatzlos gestrichen.
Seit dem 23. Juni 2010 gilt die Arbeitsstättenrichtlinie (ASR) A 3.5, die die ASR 6,1 abgelöst hat. Sie wurde seit dem mehrfach geändert.

#### An Schulen
Für Schulen gibt es in manchen Ländern Erlasse.
In Baden-Württemberg entscheiden derzeit die Schulleiter frei für ihre Schule. Vor dem Jahr 1975 galt folgende Regel:

„Wenn um 10 Uhr das Thermometer über 25 Grad im Schatten kletterte, dann durfte der Schulleiter entscheiden, ob es hitzefrei gibt.“

In Hessen enthält der Erlass derzeit unter anderem folgende Regelungen:

„An Tagen, an denen durch hohe Temperaturen im Schulgebäude der Unterricht erheblich beeinträchtigt wird, kann mit folgenden Maßnahmen auf eine besondere Belastungssituation für die Schülerinnen und Schüler der allgemein bildenden Schulen eingegangen werden:
1.    Durchführung alternativer Formen des Unterrichts wie Unterricht an anderen Lernorten oder projektbezogener Unterricht anstelle des Regelunterrichts,
2.    Verzicht auf Hausaufgaben,
3.    Verkürzung der Dauer der Unterrichtsstunden,
4.    Beendigung des Unterrichts nach der fünften Unterrichtsstunde.“

In Niedersachsen enthält der Runderlass „Unterrichtsorganisation“ des Niedersächsischen Kultusministeriums in den Nrn. 4.5 bis 4.11 Regelungen zum Unterrichtsausfall bei hohen Temperaturen (Hitzefrei):

„4.5 Für einzelne oder alle Klassen von Schulen des Primarbereichs und des Sekundarbereichs I kann durch die Schulleiterin oder den Schulleiter Hitzefrei gegeben werden, wenn der Unterricht durch hohe Temperaturen in den Schulräumen erheblich beeinträchtigt wird und andere Formen der Unterrichtsgestaltung nicht sinnvoll erscheinen.
4.6 Über eine vorzeitige Beendigung des Unterrichts ist der Träger der Schülerbeförderung unverzüglich in Kenntnis zu setzen.
4.7 Erziehungsberechtigte sowie Schülerinnen und Schüler sind in geeigneter Weise über das Verfahren zu unterrichten.
4.8 Es ist sicherzustellen, dass gegenüber Schülerinnen und Schülern, die trotz des angeordneten Unterrichtsausfalls zur Schule gekommen sind, Aufsichtspflichten erfüllt werden. Auch bei einer vorzeitigen Beendigung des Unterrichts sind Schülerinnen und Schüler bis zum Verlassen der Schule zu beaufsichtigen. Im Primarbereich dürfen Schülerinnen und Schüler nur nach vorheriger Zustimmung der Erziehungsberechtigten nach Hause entlassen werden.
4.9 Die Anordnung des Unterrichtsausfalls an einer berufsbildenden Schule berührt nicht die Verpflichtungen Auszubildender aus ihrem Ausbildungsverhältnis.
4.10 Unterrichtsstunden, die wegen des angeordneten Unterrichtsausfalls nicht erteilt werden können, sind als Minderzeiten im Sinne des § 4 Abs. 2 der [Niedersächsischen Verordnung über die Arbeitszeit der Beamtinnen und Beamten an öffentlichen Schulen (Nds. ArbZVO-Schule) v. 14. Mai 2012 (Nds. GVBl. S. 106; SVBl. S. 360), geändert durch Verordnung v. 2. Juli 2013 (Nds. GVBl. S. 204; SVBl. S. 298),] zu berücksichtigen. Dies gilt nicht, soweit die jeweilige Lehrkraft während der ausfallenden Unterrichtsstunden auf Weisung der Schulleitung andere dienstliche Aufgaben (u. a. Aufsichts- und Betreuungsaufgaben im Rahmen der Verlässlichen Grundschule) wahrnimmt.
4.11 Bei schwerbehinderten Lehrkräften sind die Bestimmungen des [Beschl. d. LReg. „Richtlinien zur gleichberechtigten und selbstbestimmten Teilhabe schwerbehinderter und ihnen gleichgestellten Menschen am Berufsleben im öffentlichen Dienst“ v. 9. November 2004 – MI-15.3-03031/2.1 (Nds. MBl. S. 783)], insbesondere Nr. 10.2, zu beachten.“

In Nordrhein-Westfalen gibt es aktuell die Regelung:

„bei großer Wärme in den Schulräumen entscheidet die Schulleiterin oder der Schulleiter, ob Hitzefrei gegeben wird. Anhaltspunkt ist eine Raumtemperatur von mehr als 27 °C. Bei weniger als 25 °C ist Hitzefrei nicht zulässig. In der Sekundarstufe II gibt es kein Hitzefrei.“

In Rheinland-Pfalz war bis 31. Dezember 1990 eine konkrete Hitzefrei-Regelung gegeben. Seitdem gilt:

„Die Schulleiterinnen und Schulleiter entscheiden im Rahmen ihrer Verantwortlichkeit für die Durchführung der Erziehungs- und Unterrichtsarbeit der Schule (§ 21 Schulgesetz) in eigener Zuständigkeit, ob die klimatische Situation in der Schule, in einzelnen Klassen- und Fachräumen die Erteilung von Unterricht gestattet.“

In Schleswig-Holstein gab es bis 1998 eine Richtlinie, die besagte, dass hitzefrei gegeben werden kann, wenn bis 11 Uhr 25 Grad im Schatten erreicht werden. Seitdem gilt:

„Bei außergewöhnlichen Witterungsverhältnissen im Sommer entscheidet die Schulleiterin oder der Schulleiter im Rahmen der Fürsorgepflicht ob und in welchem Umfang Unterricht erteilt werden kann.“

In Brandenburg formuliert eine Verwaltungsvorschrift eine Soll-Regelung. Letztendlich entscheidet jede Schule selbst. Für die Sekundarstufe II, Zweiter Bildungsweg und Fachschulen gibt es kein Hitzefrei.  

„Werden um 10 Uhr 25 Grad Celsius Außentemperatur im Schatten oder um 11 Uhr an einem für die Raumlufttemperatur innerhalb des Gebäudes repräsentativen Ort 25 Grad Celsius gemessen, soll nicht länger als bis 12 Uhr unterrichtet werden, sofern in der Zwischenzeit keine wesentliche Abkühlung eingetreten ist.“

### Österreich
Gemäß Arbeitsstättenverordnung gilt 25 °C als Richtwert der Innentemperatur für Büroräume.
Einen Rechtsanspruch auf „hitzefrei“ gibt es aber weder am Arbeitsplatz noch an Schulen. Auch gibt es keinerlei Anspruch auf Installation einer Klimaanlage. Gibt es jedoch eine, muss diese auch funktionieren und die Temperatur- und Luftfeuchtigkeitsgrenzen müssen dann eingehalten werden.

### Schweiz
Für die Schulen in der Schweiz gibt es keine behördliche Regelung für ein Hitzefrei. Die Planbarkeit des Schulalltags sei für berufstätige Eltern wichtig, die sich auf die Wahrnehmung der Aufsichtspflicht durch die Schule verlassen. In der Stadt Zürich habe es bis in die 1980er Jahre eine Regelung gegeben, wonach die Kinder nach Hause geschickt wurden, wenn die Temperatur um 10 Uhr 30 Grad erreichte, dies sei auch andernorts ein Gewohnheitsrecht gewesen.